# Jean Favier
Jean Favier (París, 2 d'abril de 1932 – 12 d'agost de 2014) fou un historiador francès especialitzat en l'edat mitjana. Fou director dels Arxius Nacionals de França entre 1975 i 1994, any en què va ser nomenat president de la Biblioteca Nacional de França. El 1997 va dirigir la comissió nacional francesa davant la Unesco. Va ser membre de l'Académie des inscriptions et belles-lettres des de 1985 fins a la seva mort. Es casà amb l'arxivera i historiadora Lucie Favier.

## Obra publicada
- « Introitus et exitus » sous Clément VII et Benoit XIII… , Istituto di paleografia dell' Università di Roma, Rome, 1957.
- Les Archives, PUF (coll. Que sais-je ?), Paris, 1959.
- Un conseiller de Philippe le Bel : Enguerran de Marigny, PUF, Paris, 1963.
- Les finances pontificales à l'époque du Grand Schisme d'Occident, 1378-1409, De Boccard, Paris, 1966.
- De Marco Polo à Christophe Colomb, Larousse, Paris, 1968.
- Les Contribuables parisiens à la fin de la guerre de Cent ans, les rôles d'impôt de 1421, 1423 et 1438, Droz, Paris/Genève, 1970.
- Paris au XVe siècle, Hachette, Paris, 1974.
- Le registre des compagnies françaises : 1449-1467, Imprimerie nationale, Paris, 1975.
- Philippe le Bel, Fayard, Paris, 1978.
- La Guerre de Cent ans, Fayard, Paris 1980.
- François Villon, Fayard, Paris, 1982.
- Une Histoire de la Normandie, Ouest-France, Rennes, 1986.
- De l'Or et des épices : naissance de l'homme d'affaires au Moyen âge, Fayard, Paris, 1987.
- Archives nationales: quinze siècles d'histoire, Nathan, Paris, 1988.
- L'Univers de Chartres, Bordas, Paris, 1988.
- Les Grandes découvertes : d'Alexandre à Magellan, Fayard, Paris, 1991.
- Le temps des principautés, Fayard, Paris, 1992.
- Dictionnaire de la France médiévale, Fayard, Paris, 1993.
- La France féodale, Le Grand livre du mois, Paris, 1995.
- La naissance de l'État, Le Grand livre du mois, Paris, 1995.
- Paris, Deux mille ans d'Histoire, Fayard, Paris, 1997.
- Charlemagne, Fayard, Paris, 1999.
- Louis XI, Fayard, Paris, 2001.
- Les Plantagenêts : origines et destin d'un empire : XIe-XIVe siècles, Fayard, Paris, 2004.
- Les Papes d'Avignon, Fayard, Paris, 2006.
- Le Roi René, Fayard, 2008 ISBN 978-2-213-63480-7
- Saint Onuphre : un après-guerre à l'ombre d'un clocher parisien, Fayard, Paris, 2009.
- Pierre Cauchon ou les maîtres dans la tourmente, Fayard, Paris, 2010 ISBN 978-2-213-64261-1